# 村上重良
村上 重良（むらかみ しげよし、1928年10月10日 - 1991年2月11日）は、日本の宗教学者。

## 来歴・人物
東京生まれ。都立一中などを経て、1952年、東京大学文学部宗教学宗教史学科卒業。慶應義塾大学講師を務める。
日本共産党に属し、日本共産党に敵対的な創価学会および公明党を批判する著作や論文をいくつも発表していた。しかし宮本顕治が中心となって、「日本共産党と創価学会との合意についての協定」（創共協定）を1974年12月に締結したことに始まり、日本共産党指導部が宗教に対する融和的態度を示したことに反発し、「世界」1977年10月号（岩波書店発行）で、「共産主義政党と宗教 『創共協定』を再考する」という論文を発表し、宮本指導部を公然と批判したため党から除名された。
国家神道の研究で知られ、特に岩波新書の『国家神道』は国家神道論における定説として長く扱われてきた。村上によると、明治政府は神道を国教化しようとして当初から天皇を中心とする神の国を作り上げようと精力的に動き国民を神道信仰に駆り立てたという。この研究見解から村上が没する直前に行われた「平成の大嘗祭」に度々批判的な見解を表明した。近世後期の民衆の宗教史の研究者でもあり、下記の編著で、従来周知されてなかった諸宗教の解読をも行っている。
後年、神道学者の阪本是丸・新田均らによる検証により、そもそも明治政府の中にも伊勢派・出雲派などの路線対立が有り、一枚板ではなかったこと、明治期には政府による国民への神道の強制がほとんどなかったことなどから、村上の国家神道論がやや一方的だったともいわれるようになった。ただ、全体としての傾向は肯定される面もあり、宗教学者島薗進の国家神道論は岩波書店で刊行されており、村上の研究をついだ面もある。

## 主な著書

### 単著
- 『近代民衆宗教史の研究』法藏館、1957年
- 『創価学会と公明党』日本文華社、1964年
- 『創価学会=公明党』青木書店、1967年
- 『近代日本の宗教者』あそか出版社、1967年
- 『日本百年の宗教』講談社現代新書、1968年
  - 『近代日本の宗教』同、1980年。改訂版
- 『成田不動の歴史』東通社、1968年
- 『国家神道』岩波新書、1970年
- 『金光大神の生涯』講談社、1972年
- 『出口王仁三郎』新人物往来社、1973年
- 『ほんみち不敬事件』講談社、1974年
- 『慰霊と招魂－靖国の思想－』岩波新書、1974年
- 『教祖』読売新聞社、1975年
- 『仏立開導　長松日扇』講談社、1976年
- 『天皇の祭祀』岩波新書、1977年
- 『現代宗教と政治』東京大学出版会、1978年
- 『評伝出口王仁三郎』三省堂、1978年
- 『日本宗教事典』講談社、1978年／講談社学術文庫、1988年
- 『現代日本の宗教問題』朝日新聞社・朝日選書、1979年
- 『新宗教　その行動と思想』評論社、1980年／岩波現代文庫、2007年
- 『世界の宗教』岩波ジュニア新書、1980年、新版2009年
- 『日本の宗教』岩波ジュニア新書、1981年、新版2009年
- 『現代宗教と民主主義』三省堂選書、1982年
- 『国家神道と民衆宗教』吉川弘文館、1982年／同・歴史文化セレクション、2006年
- 『神と日本人』東海大学出版会、1984年
- 『宗教の昭和史』三嶺書房、1985年
- 『天皇制国家と宗教』日本評論社・日評選書、1986年／講談社学術文庫、2007年
- 『靖国神社』岩波書店・岩波ブックレット、1986年
- 『天皇と日本文化』講談社・もんじゅ選書、1986年
  - 『日本史の中の天皇－宗教学から見た天皇制－』講談社学術文庫、2003年
- 『世界宗教事典』講談社、1987年／講談社学術文庫、2000年

### 編著
- 『公明党』新日本出版社、1969年
- 笠原一男と『現代日本の宗教と政治』新人物往来社、1971年
- 『皇室辞典』東京堂出版、1980年

校注
- 安丸良夫と『日本思想大系67 民衆宗教の思想』岩波書店、1971年
  - 各・平凡社東洋文庫、1977-79年、のち各・ワイド版
- 金光大神『金光大神覚　民衆宗教の聖典・金光教』
- 一尊如来きの『お経様　民衆宗教の聖典・如来教』
- 黒住宗忠『生命のおしえ　民衆宗教の聖典・黒住教』
- 中山みき『みかぐらうた・おふでさき　民衆宗教の聖典・天理教』
- 出口ナオ『大本神諭　民衆宗教の聖典・大本教　天の巻』
- 出口ナオ『大本神諭　民衆宗教の聖典・大本教　火の巻』

## 受賞歴
- 1959年 姉崎記念賞（現・日本宗教学会賞）（『近代民衆宗教史の研究』）